# Visual Objects
Visual Objects – obiektowy język programowania wysokiego poziomu powstały na bazie Clippera. Stworzony pierwotnie głównie na potrzeby migracji aplikacji działających w systemie operacyjnym DOS do środowiska okienkowego systemu Windows, ewoluował do w pełni wartościowego języka programowania, szczególnie użytecznego w pracy z bazami danych opartymi na standardzie xBase.
Visual Objects został stworzony przez propagatorów Clippera, firmę Computer Associates. Najważniejsze wersje wypuszczone przez tę firmę to:
- 1.0 – 16-bitowa, posiadała komplet narzędzi do przeniesienia aplikacji DOS-owych do środowiska Windows,
- 2.0 – pierwsza wersja 32-bitowa.

Począwszy od wersji 2.0, pakiet tracił swój charakter „pomostu migracyjnego” z systemu DOS, a konsola tekstowa jest używana już wyłącznie jako konsola komunikatów. Wersja 2.5 była ostatnią sygnowaną przez CA. Na mocy porozumienia handlowego cały produkt został odsprzedany firmie GrafxSoft, która uczyniła z tego pakietu swój „okręt flagowy”, w niedługim czasie wydając kolejno wersje 2.6 i 2.7. Na rok 2005 planowano wydanie wersji na platformę .NET.